# Аул Жубана Молдагалиева
Жубана Молдагалиева (каз. Жұбан Молдағалиев, до 2000 г. — Курайлысай) — аул в Акжаикском районе Западно-Казахстанской области Казахстана. Административный центр Курайлысайского сельского округа. Код КАТО — 273265100.

## Население
В 1999 году население аула составляло 1763 человека (892 мужчины и 871 женщина). По данным переписи 2009 года, в ауле проживало 1257 человек (645 мужчин и 612 женщин).